# Upton (Northamptonshire)
Upton is een civil parish in het bestuurlijke gebied Northampton, in het Engelse graafschap Northamptonshire met 3664 inwoners.

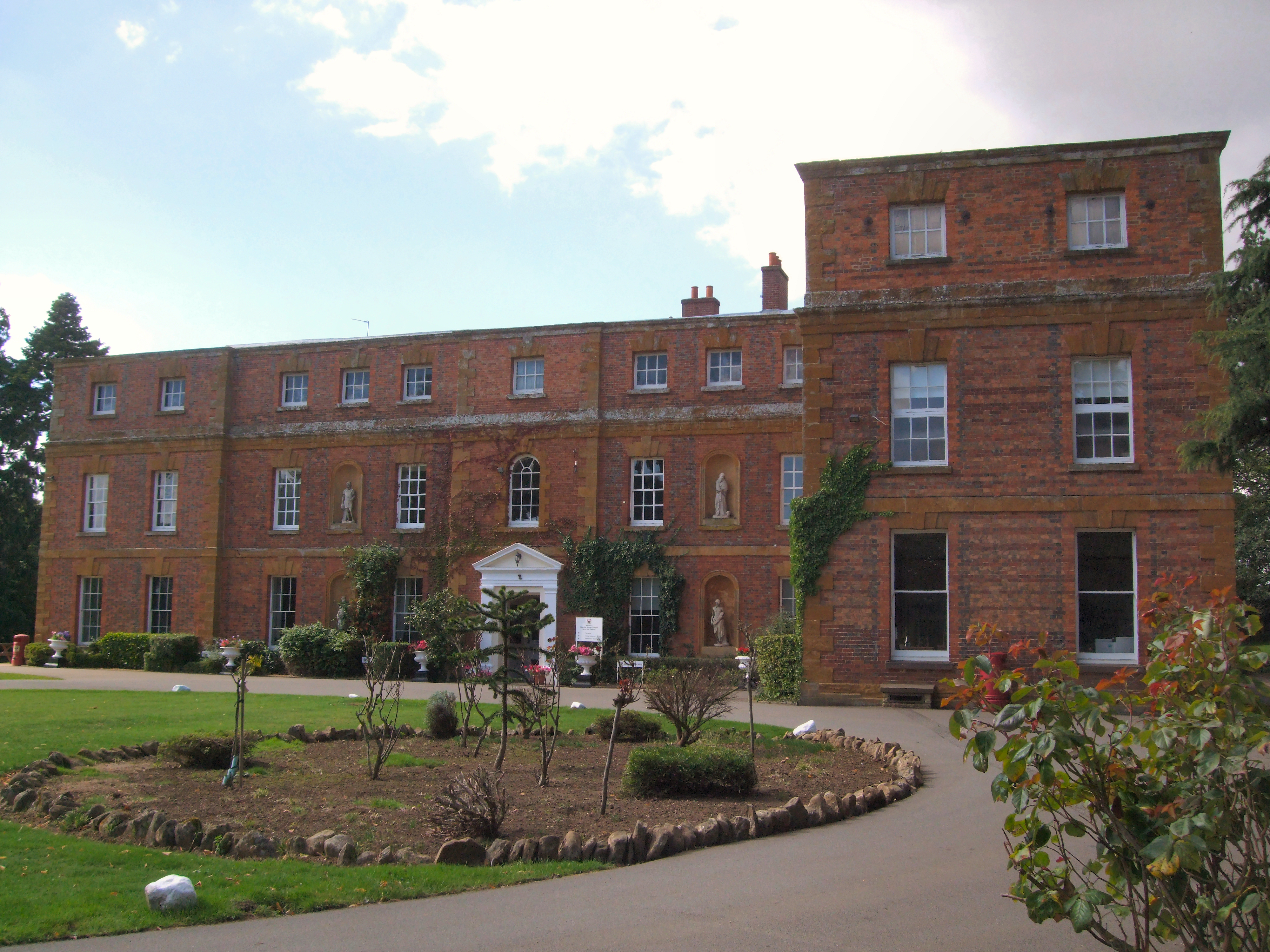
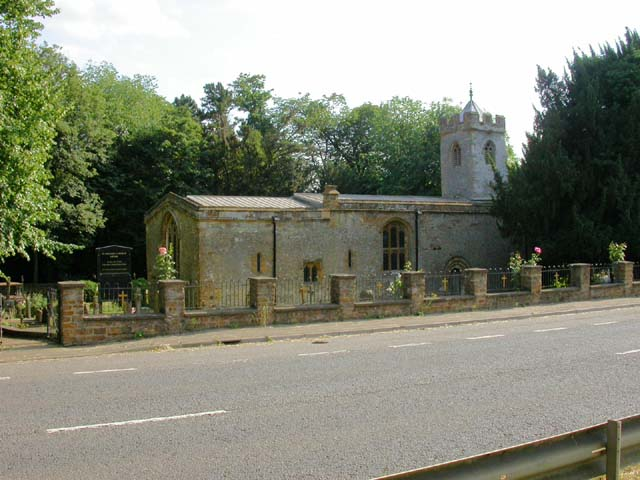